# Neomyro scitulus
Neomyro scitulus är en spindelart som först beskrevs av Arthur Urquhart 1891.  Neomyro scitulus ingår i släktet Neomyro och familjen Desidae. Inga underarter finns listade i Catalogue of Life.